# Schuur (Haarlem)
Die Schuur (niederländisch für Scheune oder Schuppen; bis zum 1. September 2021 Toneelschuur) ist ein Theater und Kino im Zentrum der niederländischen Stadt Haarlem. Das Theater realisiert zudem eigene Produktionen unter dem Namen Toneelschuur Producties. Für den Kinobereich wird oft auch der Name Filmschuur verwendet. Es gibt Bildungskooperationen mit Schulen.
Die Geschichte der (Toneel)Schuur begann zu Ende der 1960er Jahre als Actiegroep Toneelschuur um eine avantgardistische Erneuerung des Theaterspiels in Haarlem zu verwirklichen.

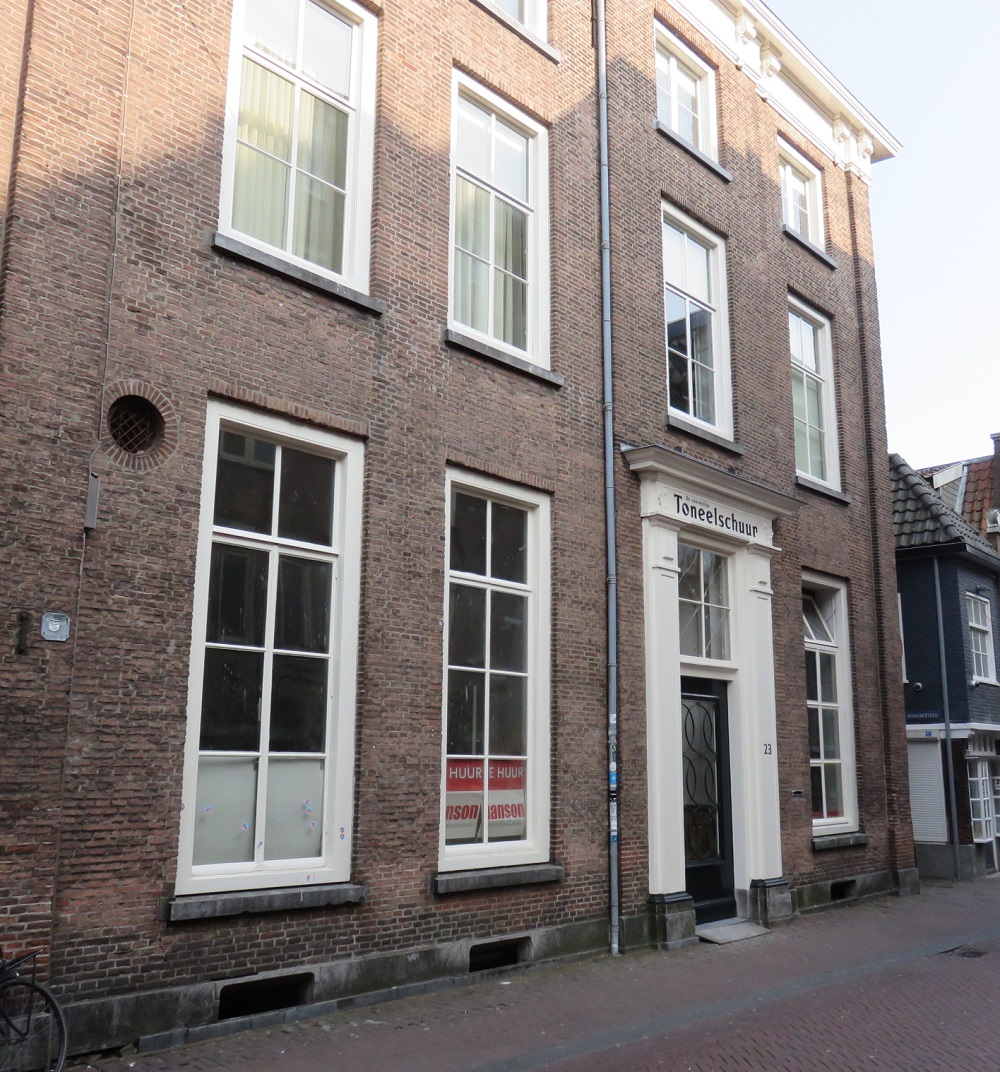
Das vormalige Haus der Toneelschuur (Smedestraat)

Vorerst geschah dies noch im Jugendzentrum Electric Centre an der Bakenessergracht. Am 2. März 1970 wurde im Obergeschoss des Hauses der Smedestraat 23 ein privater Aufführungsraum für 80 Besucher geöffnet. 1976 dann erhielten sie Zugang zum Erdgeschoss mit einem Raum, der 162 Besucher aufnehmen konnte.
Die neue Schuur befindet sich seit 2003 in der Lange Begijnestraat, nahe der Philharmonie. Das Haus ist unterteilt in zwei Theatersäle, zwei Filmsäle, ein Foyer und ein Café. Der Entwurf stammt vom Architekten Joost Swarte zusammen mit dem Architekturbüro Mecanoo. Markantes Merkmal des Entwurfs ist die schräge Glasfassade, die nach der Eigenbeschreibung des Theaters das Gebäude von der Stadt trennt und gleichzeitig einen Bezug zu ihr herstellt.

## Technik
Die Bühne des großen Saals im Erdgeschoss misst 14 mal 14 Meter und hat eine bespielbare Höhe von 6,50 m. Der kleine Saal im Obergeschoss misst 9 mal 9 Meter und hat eine bespielbare Höhe von 4,60 m. Das Café selbst kann auch bespielt werden (u. a. mit Diskussionen, DJ-Musik oder Slam-Poetry) und hat ein 40 cm hohes Podium in den Ausmaßen 5,90 m × 2,70 m.
Das Theater gilt als gemeinnützige Einrichtung nach niederländischem Recht (ANBI) und kann steuerlich begünstigt gefördert werden.